# Wasilków
Wasilków – miasto w województwie podlaskim, w powiecie białostockim, siedziba gminy miejsko-wiejskiej Wasilków. Zaliczane do aglomeracji białostockiej. Według danych GUS z 1 stycznia 2024 roku Wasilków liczył 12 768 mieszkańców.

## Położenie
Wasilków położony jest w centralno-wschodniej części województwa podlaskiego, w dolinie rzeki Supraśli, przy drodze krajowej nr 19. Od Białegostoku oddalony jest o 3 km, od Czarnej Białostockiej o 14, a od Sokółki o 32 km.
Miasto królewskie położone było w końcu XVIII wieku w starostwie niegrodowym wasilkowskim w powiecie grodzieńskim województwa trockiego. W latach 1975–1998 miasto administracyjnie należało do woj. białostockiego.

## Historia

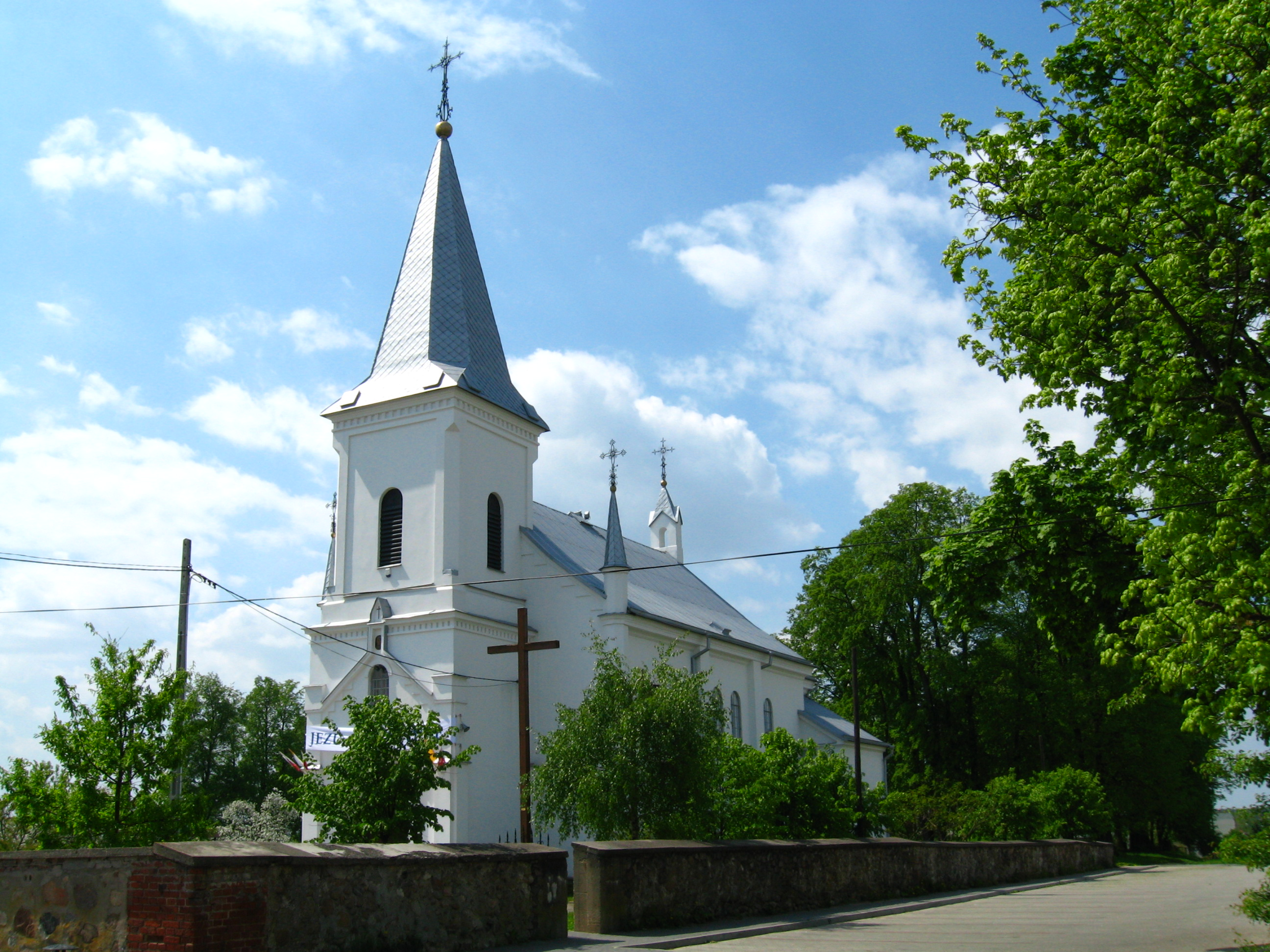
Kościół Przemienienia Pańskiego w Wasilkowie

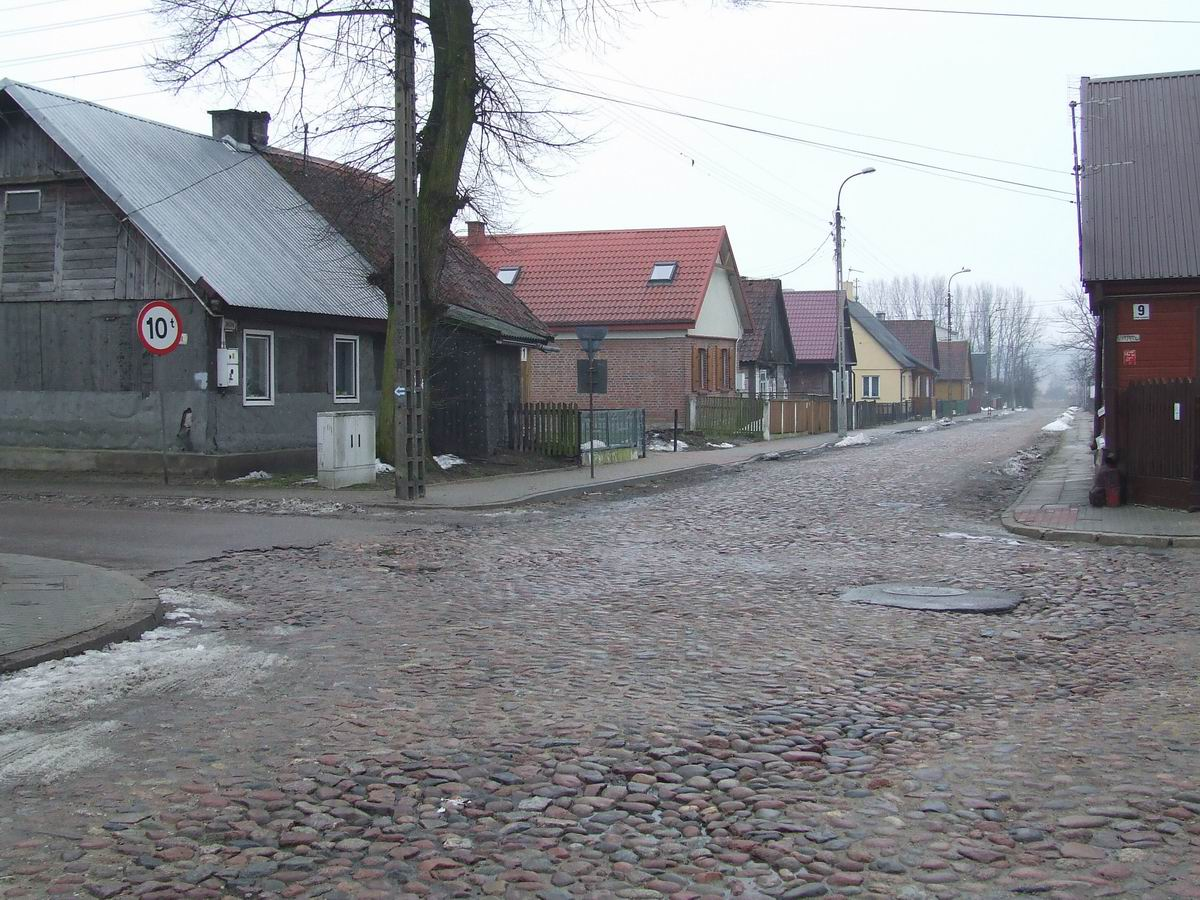
ul. Dworna

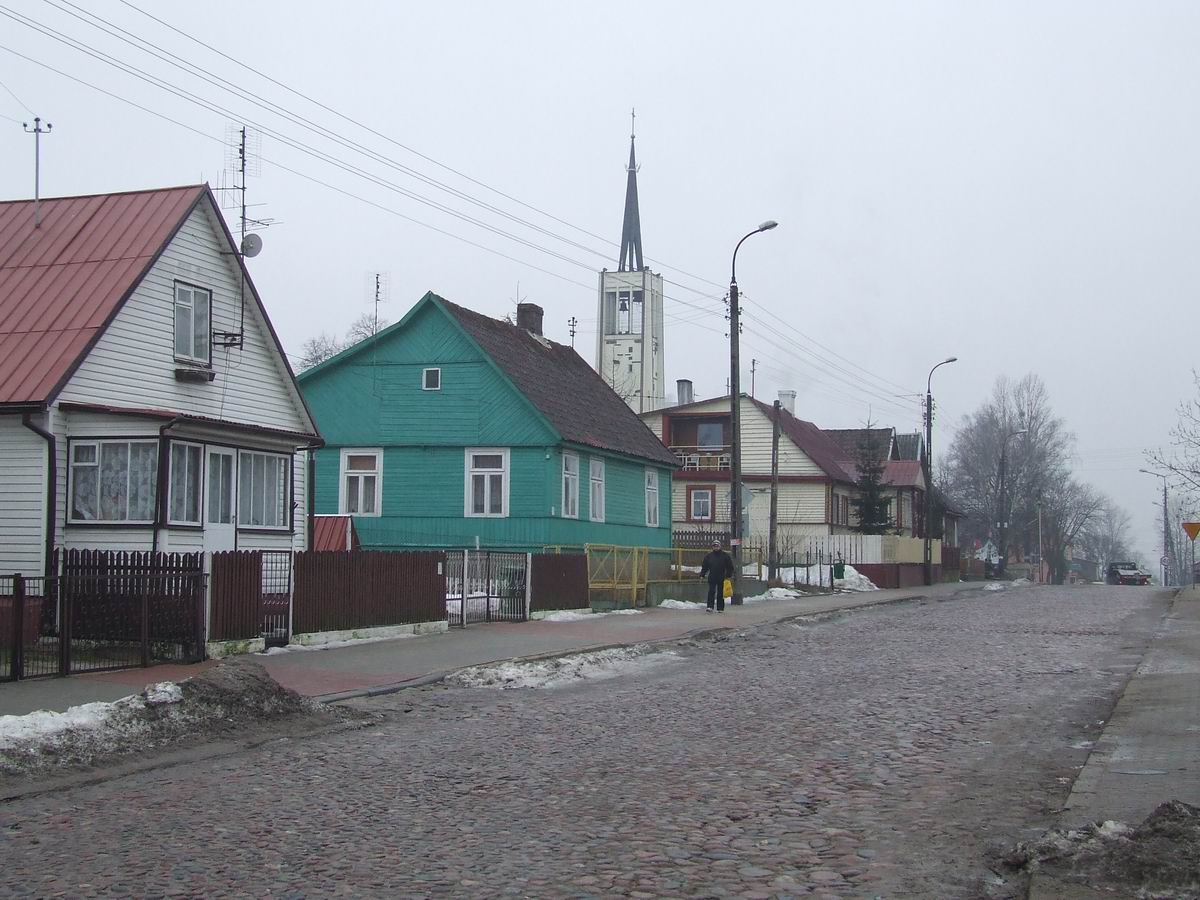
ul. Rynek Kilińskiego

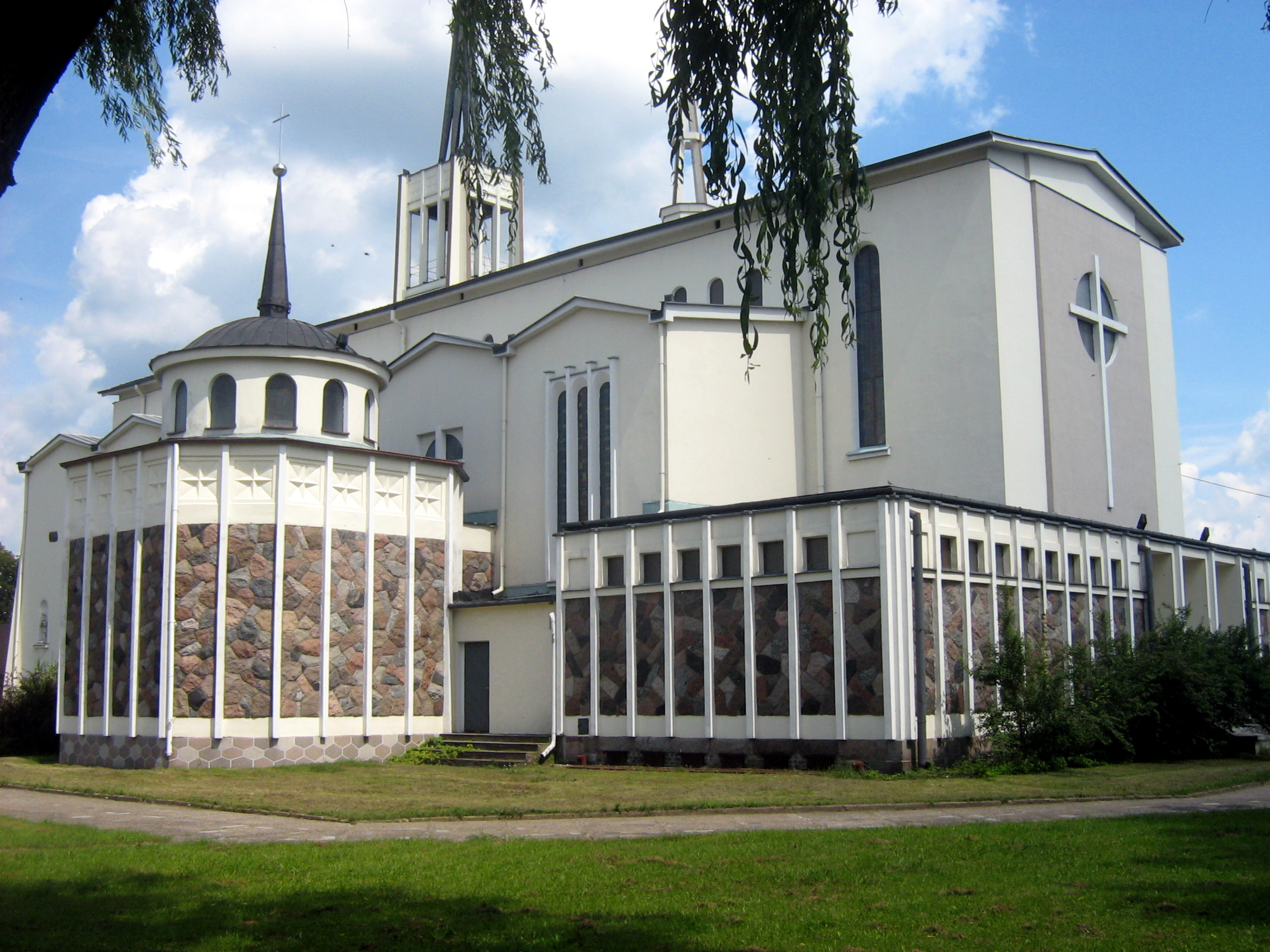
Kościół Najświętszej Marii Panny Matki Miłosierdzia

Badania archeologiczne wskazują, że pierwsi osadnicy na terenie Wasilkowa pojawili się już w mezolicie. Pierwsze osadnictwo występowało tu w XIII-XIV wieku. Po 1509 r. obszar na zachód od rzeki Sokołdki był kolonizowany przez Mikołaja Radziwiłła, który zbudował sobie dwór nad tą rzeczką. Od 1512 r. na zachód od niej rozciągała się posiadłość Samuela Lenca Samotyi (dziś Leńce). Niedługo potem miejsce u ujścia Sokołdki, w którym wcześniej znajdowały się stajnie królewskie, Radziwiłł oddał wójtowi dobrzyniewskiemu Łukaszowi Kurzenieckiemu, który w 1536 r., wyrąbał tam las pod pole „pod ostupom Vasilkovom”. Miasto zostało założone na polecenie Zygmunta Augusta w 1566 roku, a 8 grudnia 1566 otrzymało prawa miejskie. Starostą był Hiob Bretfus, nadworny architekt króla Zygmunta I Starego. Od tej pory mieszkańcy mieli sądzić się i rządzić według prawa magdeburskiego. Miasto otrzymało też herb, którym mogło pieczętować dokumenty oraz prawo pobierania ceł i myt. Miasto powstało w miejscu wcześniej niezamieszkanym, a zasiedlili je ludzie z Goniądza, Tykocina i Białegostoku. Dwa dni później utworzono parafię. W 1566 w Wasilkowie wzniesiono drewnianą cerkiew, a w 1567 roku zbudowano tu pierwszy kościół (również drewniany). W roku 1576 starostą został Łukasz Górnicki.
Miasto królewskie w 1782 roku.
W połowie XVII wieku miasteczko zamieszkiwało około 500 mieszkańców. Przed I rozbiorem Polski w Wasilkowie mieszkało już 1500 osób, w tym ok. 100 unitów i 150 Żydów. Po III rozbiorze w 1795 roku Wasilków włączony został do Prus, a w 1807 do zaboru rosyjskiego.
W roku 1880 Wasilków liczył 3880 mieszkańców. 5 maja 1895 roku pożar strawił pół miasta. Pod koniec XIX wieku Wasilków liczył 3918 mieszkańców, z czego połowa była katolikami. Miasto powróciło do Polski po odzyskaniu niepodległości w 1918. W 1921 mieszkańców było 3903. Były tu kościół katolicki, cerkiew i synagoga. W 1929 działały fabryki sukna, młyny i tartaki.
Synagoga przy ul. Wojtachowskiej powstała w połowie XVIII wieku. Był to budynek murowany. W 1941 Niemcy bożnicę spalili.
W 1939 liczba mieszkańców wynosiła 5174.
16 września 1939 Wasilków zaatakowany został przez wojska niemieckie, tydzień później wkroczyła Armia Czerwona. W sierpniu 1941 roku Niemcy utworzyli tam getto dla ludności żydowskiej, w którym przebywało ponad 1000 osób. Getto zostało zlikwidowane 2 listopada 1942. Żydzi zostali wywiezieni do obozu przejściowego w Białymstoku, a stamtąd do obozu zagłady w Treblince.
W wyniku działań wojennych Wasilków zniszczony został w około 20 procentach, a liczba mieszkańców wyniosła 3948 osób.

## Demografia
Według Powszechnego Spisu Ludności z 1921 roku miasto zamieszkiwało 3903 osoby, wśród których 2469 było wyznania rzymskokatolickiego, 481 prawosławnego, 3 ewangelickiego a 950 mojżeszowego. Jednocześnie 3348 mieszkańców zadeklarowało polską przynależność narodową, 23 białoruską, 514 żydowską, 17 rosyjską i jeden czeską. Było tu 713 budynków mieszkalnych.
Według danych GUS z 1 stycznia 2024 r. miasto liczyło 12 831 mieszkańców.

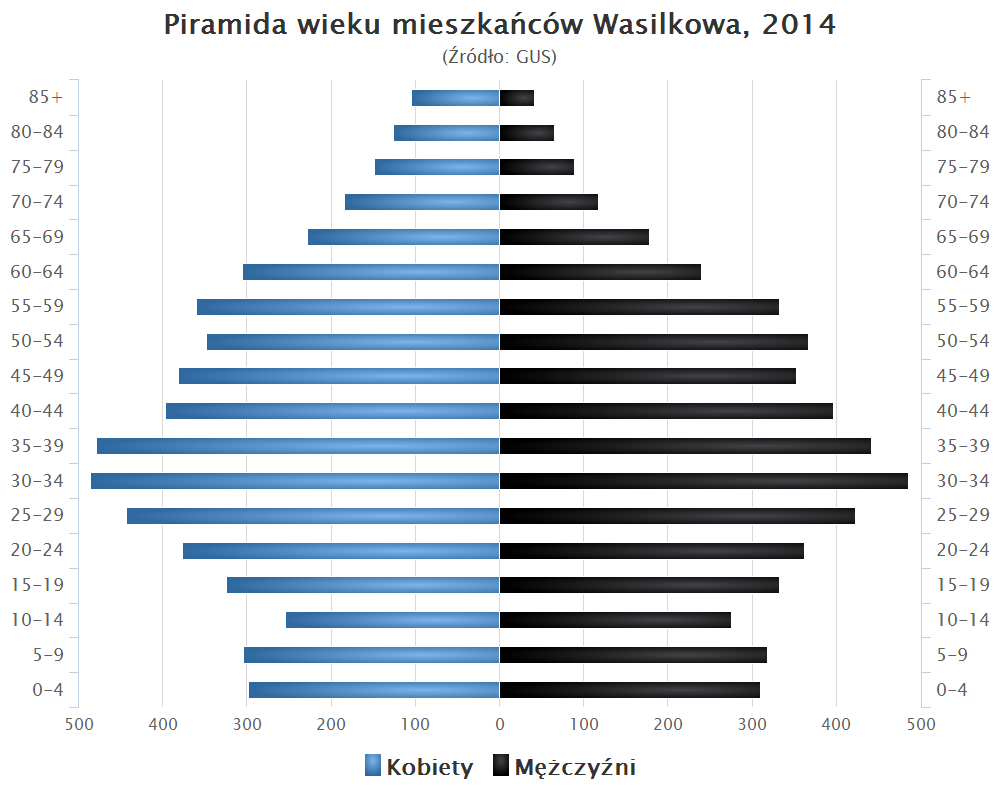
Piramida wieku mieszkańców Wasilkowa w 2014 roku

| Demografia     | Demografia |
| rok            | ludność    |
| -------------- | ---------- |
| połowa XVII w. | 500        |
| 1772           | 1500       |
| 1799           | ok. 1500   |
| 1846           | 1916       |
| 1860           | 1381       |
| 1877           | 1500       |
| 1880           | 3880       |
| 1891           | 3335       |
| 1897           | 3918       |
| 1899           | 4828       |
| 1910           | 5314       |
| 1921           | 3903       |
| 1927           | 3903       |
| 1931           | 4801       |
| 1937           | 5100       |
| 1939           | 5574       |
| 1939           | 5174       |
| 1946           | 3948       |
| 1956           | 3648       |
| 2004           | 8751       |
| 2012           | 10 306     |
| 2014           | 11 106     |
| 2022           | 12 559     |
| 2024           | 12 831     |

## Zabytki

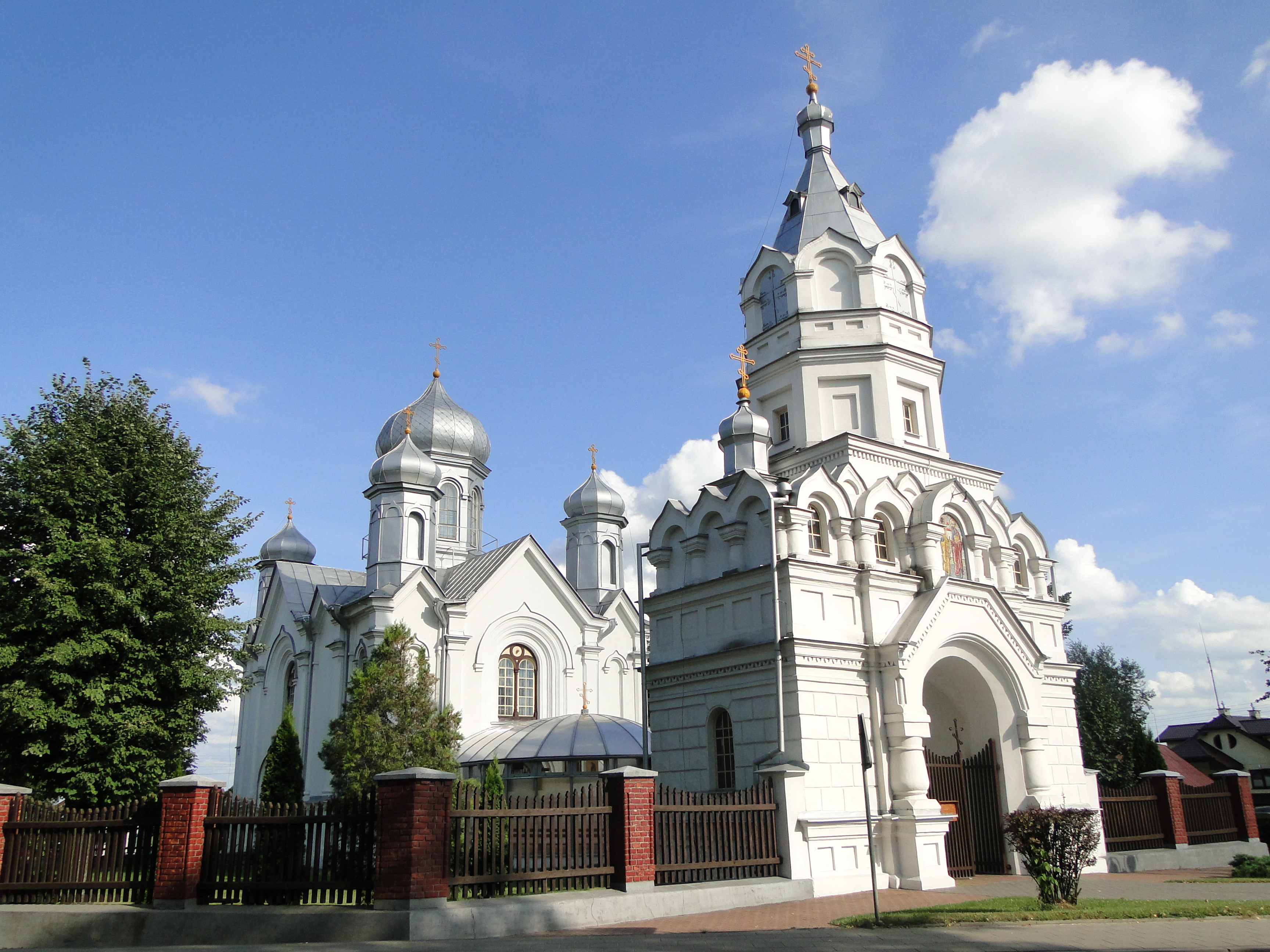
Cerkiew Świętych Apostołów Piotra i Pawła

- Renesansowy układ przestrzenny miasta – najstarszy i najcenniejszy zabytek miasta zaprojektowany w ramach pomiary włócznej.
- Kościół parafialny pw. Przemienienia Pańskiego[22]
- Parafia Najświętszej Maryi Panny Matki Miłosierdzia w Wasilkowie
- Cerkiew prawosławna pw. Świętych Apostołów Piotra i Pawła (parafialna)[22]
- Sanktuarium Matki Boskiej Bolesnej w Świętej Wodzie[22]
- Cmentarz rzymskokatolicki z końca XIX wieku
- Cmentarz żydowski przy ul. Słowackiego z drugiej połowy XIX wieku (w Wasilkowie istniały jeszcze dwa kirkuty – przy ul. Polnej i przy ul. Supraślskiej – które zostały zniszczone podczas wojny i nie są uznane za zabytki)

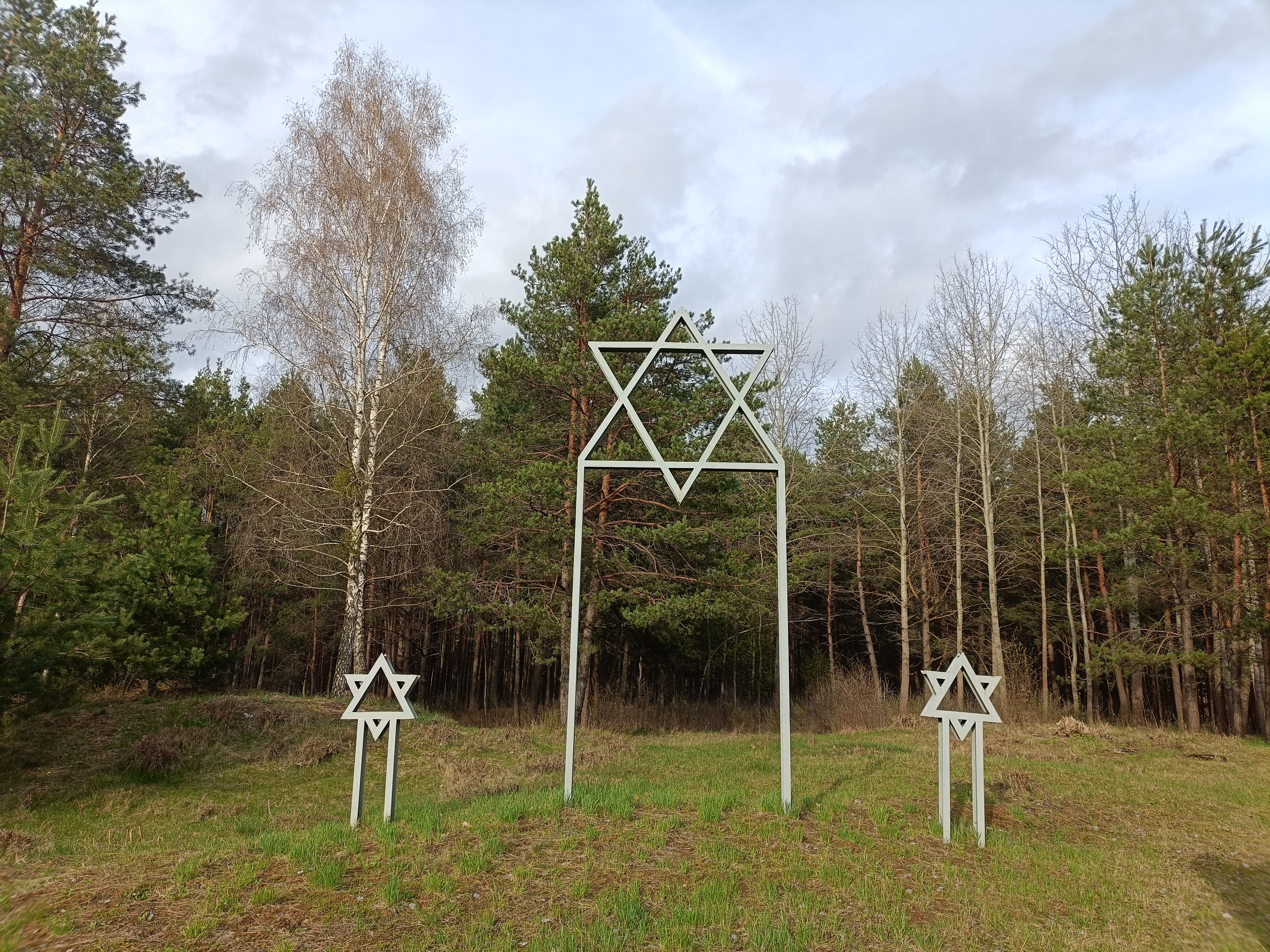
Cmentarz żydowski w Wasilkowie

## Kultura i rekreacja
Instytucje kultury w Wasilkowie
- Miejski Ośrodek Animacji Kultury w Wasilkowie przy ul. Żurawiej 13 w Wasilkowie[23],
- Miejska Biblioteka Publiczna im. prof. Haliny Krukowskiej przy ul. Białostockiej 19 w Wasilkowie[24].

Muzea
- Podlaskie Muzeum Kultury Ludowej
- Muzeum Dziejów Ziemi (Jurajski Park Dinozaurów w Wasilkowie)[25]

Na terenie miasta Wasilków od 2023 roku zlokalizowane są trzy stacje miejskiego systemu wypożyczania rowerów BiKeR. System obejmuje swoim zasięgiem gminy Wasilków, Choroszcz, Juchnowiec Kościelny, Supraśl oraz miasto Białystok.

## Transport

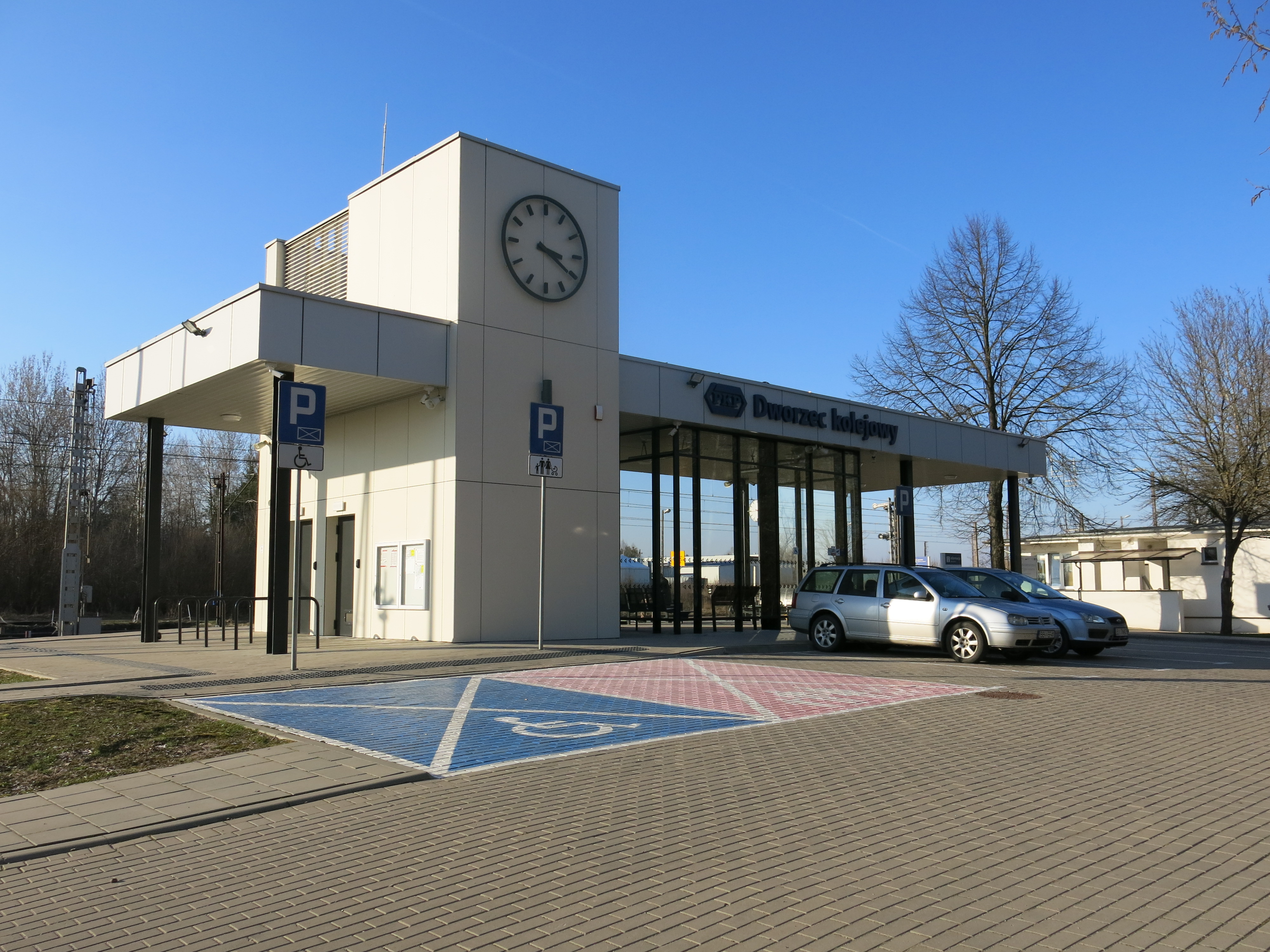
Budynek dworca kolejowego w Wasilkowie

Do przejścia granicznego z Białorusią w Kuźnicy przez Białystok do Rzeszowa biegnie trasa drogi krajowej nr 19, która mija Wasilków obwodnicą.
W mieście przy linii kolejowej nr 6 Zielonka – Kuźnica Białostocka znajduje się stacja kolejowa Wasilków.

## Sport
W 1946 w mieście założono obecny klub sportowy KS Wasilków, występujący w swojej historii także pod nazwami Łoś, Włókniarz, MZKS, KP (Klub Piłkarski) Wasilków.